# Radiosender
En radiosender er et apparat til at udsende radiobølger med det formål at overføre information til en eller flere radiomodtagere. En radiosender kan sende med en valgt sendeeffekt. Sendeeffekten kan fx være fra 1 mW til mange kW.
En radiosender kan sende offentlig radiofoni (rundspredning) til et større publikum. DR sender for eksempel analogt fra Kalundborg Radiofonistation til hele Danmark fra en enkelt 50 kW sender på langbølge 243 kHz. Desuden har langbølge 243 kHz sendt digitale forsøgsudsendelser i DRM, første gang DR's pausesignal fra oktober 2008 med 0,2 kW og i september 2012 et BBC-program med 10 kW.
Radiosendere kan også være beregnet til at kommunikere i lukkede kredsløb med kun én eller nogle få modtagere (kommunikationsradio), for eksempel walkie-talkies og mobiltelefoner.
Desuden findes der radiosendere mange andre steder, for eksempel i trådløse bilnøgler, trådløse rutere og udstyr med Bluetooth.

## Teknisk
Radiosenderen afgiver elektrisk energi på en given frekvens med modulation, således at den den ønskede information (f.eks. musik eller data) kan udstråles via en radioantenne som elektromagnetiske bølger (radiobølger).